# 烏蘇里斯克州
烏蘇里斯克州（俄语：Уссурийская область）是俄羅斯蘇維埃聯邦社會主義共和國的一個州，位於今濱海邊疆區內陸地區。首府烏蘇里斯克（雙城子）。
1934年7月22日自遠東邊疆區建立，1938年10月20日歸濱海邊疆區。1943年9月18日被併入濱海邊疆區。